# Wintjiya Napaltjarri
Wintjiya Napaltjarri (née entre 1923 et 1934), également orthographiée : Wentjiya, Wintjia, Wentja et également connue sous le nom de Wintjia Napaltjarri no 1, est une artiste aborigène australienne de langue pintupi, appartenant au bloc culturel du désert occidental.
Elle est la sœur de l'artiste Tjunkiya Napaltjarri ; toutes deux étaient mariées à Toba Tjakamarra, avec qui Wintjiya a eu cinq enfants.
La participation de Wintjiya à l'art contemporain aborigène australien commence en 1994 à Haasts Bluff, quand elle participe à un projet collégial de peinture et à la conception de batiks. Elle fait également de la gravure à pointe sèche. Ses peintures utilisent généralement une iconographie qui représente des œufs de fourmi volante (waturnuma en pintupi) et des plumes (nyimparra). Sa palette comprend généralement une forte dominante rouge ou noire sur fond blanc.
Finaliste en 2007 et 2008 du National Aboriginal and Torres Strait Islander Art Awards, ses œuvres figurent dans plusieurs collections publiques australiennes, comme la Galerie d'Art de Nouvelle-Galles du Sud, le Museum et galerie d'art du Territoire du Nord, la galerie nationale d'Australie et la galerie nationale du Victoria.

## Biographie

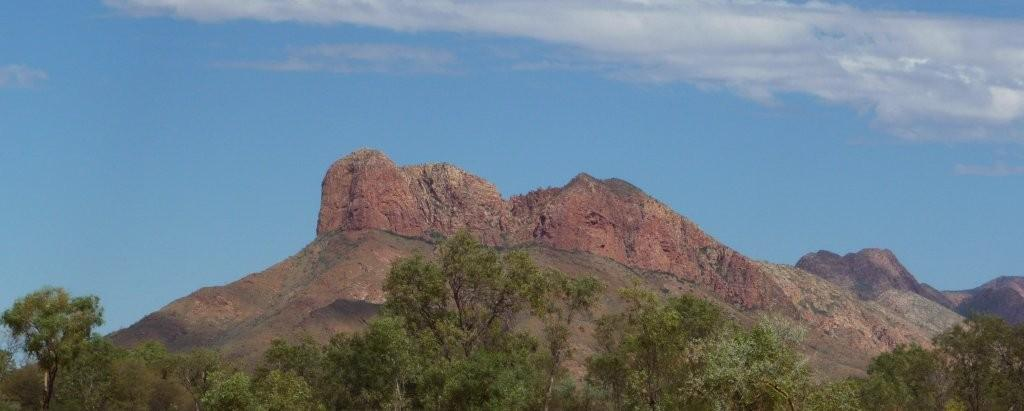
Haasts Bluff, où la famille de Wintjiya s'est d'abord installée après sa naissance et où elle a commencé à peindre.

Un travail de référence datant de 2004 sur les peintres du désert occidental suggère que Wintjiya serait née aux environs de 1923 ; la Galerie d'Art de Nouvelle-Galles du Sud propose quant à elle l'année 1932 ; les rapports de l'expert Vivien Johnson proposent deux années possibles : 1932 ou 1934. L'ambiguïté autour de son année de naissance est due en partie au fait que les Aborigènes ont une conception différente du temps, estimant souvent les dates par comparaison avec la survenue d'autres événements remarquables.
Napaljarri (en Warlpiri) ou Napaltjarri (dans les dialectes du désert occidental) est un « nom de peau », l'un des seize utilisés pour désigner les sous-sections ou sous-groupes dans le système de parenté des Aborigènes du centre de l'Australie. Ces noms servent à définir les relations de parenté qui influent sur le mariage des partenaires privilégiés et peuvent être associés à des totems particuliers. Bien que souvent utilisés comme termes d'adresse, ce ne sont pas des patronymes dans le sens utilisé par les Européens,. Ainsi Wintjiya est l'élément de nom de l'artiste qui lui est spécifique. Elle est parfois appelée « Wintjia Napaltjarri no 1 », car une autre artiste de la même région, Wintjiya Morgan Napaljarri (également appelée Wintjiya Reid Napaltjarri), est connue comme Wintjiya no 2.
Wintjiya viendrait d'une région située au nord-ouest ou au nord-est de Walungurru (le nom pintupi de Kintore (en), un hameau du sud-est du Territoire du Nord). Pour Johnson, Wintjiya est née à Mulparingya , « une zone de marécage avec une source au nord-est de Kintore », à l'ouest d'Alice Springs. Comme c'est le cas pour un certain nombre d'artistes de la région, la famille Wintjiya s'installe à Haasts Bluff dans les années 1950, puis à Papunya dans les années 1960. En 1981 est créé le hameau de Kintore et sa famille y emménage,.
Sa langue maternelle est le pintupi et elle ne parle presque pas l'anglais.
Elle est la sœur de l'artiste Tjunkiya Napaltjarri et toutes les deux sont veuves de Toba Tjakamarra, père de l'un des fondateurs du mouvement artistique majeur Papunya Tula, Turkey Tolson Tjupurrula. Wintjiya et Toba ont eu cinq enfants : deux garçons, Bundy (né en 1953) et Lindsay (né en 1961, aujourd'hui décédé), et trois filles : Rubilee (née en 1955), Claire (née en 1958) et Eileen (née en 1960). Elle a enseigné à ses petits-enfants la chasse et la capture des varans.

## Œuvre

### Contexte
Le développement de l'art aborigène contemporain du désert occidental commence en 1971 lorsque les Aborigènes de Papunya se mettent à créer des œuvres murales et sur toiles en utilisant des matériaux modernes, assistés par le professeur Geoffrey Bardon. Leur travail, qui utilise des peintures acryliques pour créer des dessins reproduisant des peintures corporelles et des sculptures, se propage rapidement à travers les communautés autochtones du centre de l'Australie, en particulier après l'introduction d'un programme gouvernemental artistique pour le centre de l'Australie en 1983.
Dans les années 1980 et 1990, ce travail est exposé à l'étranger. Les premiers artistes, dont tous les fondateurs de la société d'artistes de Papunya Tula, sont des hommes et les hommes pintupis opposent une certaine résistance à l'idée que les femmes puissent, elles aussi, faire de la peinture. Beaucoup d'entre elles souhaitent participer au projet et dans les années 1990 nombreuses sont celles qui ont commencé à peindre. Dans les communautés du désert occidental telles que Kintore, Yuendumu, Balgo et autres nouveaux points de peuplement, on commence à créer des œuvres d'art expressément pour être exposées et vendues.

### Carrière
Dans les années 1970, Wintjiya crée des objets tels que des colliers faits de graines ininti, des nattes et des paniers, en utilisant les techniques traditionnelles de tissage artistique, y compris des spinifex. Lorsque les femmes de Kintore (en), comme les sœurs Wintjiya et Tjunkiya Napaltjarri, commencent à peindre, leurs œuvres ressemblent peu à celles de leurs homologues masculins (qui avaient commencé la peinture depuis quelques années). Les premiers travaux de Wintjiya sont effectués en collaboration avec un groupe de femmes qui ont créé des peintures murales sur les murs du Centre des femmes de Kintore en 1992. Elle rejoint ensuite un campement consacré à la peinture avec d'autres femmes de Kintore et d'Haasts Bluff afin de produire « une série de très grandes toiles communautaires des rêveries partagées du groupe ». Les rêveries sont des histoires utilisées pour transmettre des « connaissances importantes, des valeurs culturelles et des systèmes de croyance » de génération en génération chez les Aborigènes.
Vingt-cinq femmes sont impliquées dans la planification des ouvrages, qui comprennent trois toiles de 3 m2 et deux de 3 x 1,5 m2 ; Tjunkiya et Wintjiya ont exécuté une danse cérémonielle dans le cadre de ce projet. Wintjiya et sa sœur souhaitent participer au projet en dépit d'une cataracte gênant leur vision. Comme cela a été le cas pour Makinti Napanangka, une opération leur a donné une nouvelle vision de leurs compositions. Les sources divergent sur le moment où Wintjiya et sa sœur ont été opérées de la cataracte. Johnson suggère l'année 1999, mais le coordonnateur du centre, Marina Strocchi, qui a travaillé en étroite collaboration avec elles, affirme que c'était en 1994. Au début des années 2000, Wintjiya et sa sœur peignent à Kintore, puis à partir de 2008, à leur nouveau domicile : le camp des veuves de la première résidence de Turquie Tolson,.
Tjunkiya et sa sœur Wintjiya ne limitent pas leur activité de peinture sur toile. En 2001, la National Gallery of Victoria achète un batik créé par les deux sœurs en coopération avec plusieurs autres artistes, ainsi qu'une œuvre réalisée par Wintjiya seule. Ces batiks ont été réalisés dans un atelier construit pour les femmes de Haasts Bluff par deux directeurs du ministère de l'éducation du Territoire du Nord, Jill Squires et Thérèse Honan, dans les mois qui suivent juin 1994. Les œuvres n'ont été achevées qu'en 1995. Les cercles concentriques peints par Wintjiya, dans ces deux batiks et ses peintures ultérieures, représentent des œufs de fourmi volante (waturnuma), l'un des sujets principaux de son art. Elle illustre également ses œuvres d'arbres et de longues tresses (nyimparra). Les sœurs ont aussi acquis de l'expérience dans la pointe sèche.
Des œuvres produites par Wintjiya en 2004, et par Watiyawanu Nyimpara, sont la propriété de la galerie nationale d'Australie,.
Le travail de Wintjiya a été inclus dans une étude sur l'histoire de la peinture intitulée Papunya Tula et organisée par l'Université Flinders, à la fin des années 1990. Examinant son œuvre, Christine Nicholls note que les Watanuma de Wintjiya sont une peinture embryonnaire, avec une excellente utilisation des couleurs neutres et témoignent dans son travail d'une sensibilité aux relations entre les objets et les espaces. De même, Marina Strocchi remarque le contraste entre les choix parfois subtils des couleurs utilisées en batik et les couleurs caractéristiques des peintures de Wintjiya, qui sont « presque exclusivement faites de blanc éclatant avec du noir ou du rouge. » Hetti Perkins et Margie West suggèrent que dans les peintures des femmes artistes de Kintore comme Wintjiya et Tjunkiya, « la viscosité de la surface de leurs tableaux semble imiter l'application généreuse de peintures pour les cérémonies sur les corps des femmes. »
Une peinture de Wintjiya, Rock holes west of Kintore a été finaliste du National Aboriginal and Torres Strait Islander Art Award. Une autre de ses œuvres, Country west of Kintore, est finaliste en 2008. Ses œuvres ont figuré dans de nombreuses expositions importantes, notamment : l'exposition de groupe avec Papunya women (Utopia Art Gallery, Sydney, 1996), la Raiki Wara: Long Cloth from Aboriginal Australia and the Torres Strait (National Gallery of Victoria 1998-99), la Twenty-five Years and Beyond: Papunya Tula Painting (musée d'art de l'Université Flinders, 1999), la Papunya Tula: Genesis and Genius (Art Gallery of New South Wales, 2000) et la Land Marks (National Gallery of Victoria, 2006). Sa première exposition personnelle a lieu à la Wolloongabba Art Gallery à Brisbane, en 2005. L'artiste en réalise une autre en 2010 à la galerie d'art de Melbourne. En 2010, une de ses gravures est sélectionnée pour figurer au prix annuel du centre des Arts de Fremantle.
Des travaux de Wintjiya sont détenus dans des collections privées telles que celle de Nangara (également connue sous le nom de « collection Ebes »). Certains de ses travaux ont été acquis par plusieurs grandes institutions publiques, comme la Galerie d'Art de Nouvelle-Galles du Sud,, le Museum et la galerie d'Art du Territoire du Nord et la galerie nationale du Victoria.
Au niveau international, son travail est représenté au Musée d'art autochtone à Utrecht aux Pays-Bas. Des œuvres de Wintjiya et de sa sœur Tjunkiya sont vendues aux enchères, atteignant des prix de quelques milliers de dollars,.

## Collections
- Musée d'art aborigène, Pays-Bas[3]
- Galerie d'Art de Nouvelle-Galles du Sud[1]
- Artbank[1]
- Musée et galerie d'art du Territoire du Nord[3]
- Galerie nationale d'Australie[19]
- Galerie nationale du Victoria[1]
- Cour suprême du Territoire du Nord[3]

## Récompenses
- 2007 – finaliste, 24e National Aboriginal & Torres Strait Islander Art Award[22].
- 2008 – finaliste, 25e National Aboriginal & Torres Strait Islander Art Award[23].